# Plaza Independencia
Plaza Independencia (Piazza Indipendenza in italiano) è la piazza principale della capitale uruguaiana Montevideo.

## Storia
In epoca coloniale la sezione occidentale dell'odierna piazza era occupata dalla cittadella, demolita insieme alle mura spagnole nel 1829. Nello stesso anno José María Reyes tracciò il progetto per l'espansione urbana ad est.
Nel 1837 l'architetto italiano Carlo Zucchi progettò l'attuale plaza Independencia basandosi sul concetto neoclassico di piazza celebrativa, con al centro un monumento dedicato all'indipendenza e circondata da edifici con facciate del medesimo stile. Al centro dello spazio fu infatti eretto nel 1924 il monumento al patriota José Artigas. Successivamente furono poi eretti altri edifici-simbolo del potere nazionale come Palazzo Estévez, sede della Presidenza della Repubblica, il mausoleo di Artigas e la torre Ejecutiva. Al contrario della simbologia, l'uniformità di stile nelle facciate è assente. In origine l'unico elemento che plasmava i vari edifici era il porticato che correva lungo il perimetro della piazza, tuttavia con le alterazioni successive anche quest'unico elemento venne a mancare.
Nel 1860 le facciate furono ridisegnate dall'architetto svizzero Bernardo Poncini, mentre nel 1905 il francese Charles Thays sistemò le aree verdi all'interno della piazza. Nel 1959 fu ricollocata lungo il margine occidentale di plaza Independencia la porta della Cittadella.

## Descrizione
La piazza separa i quartieri di Ciudad Vieja e del Centro. Il lato occidentale di plaza Independencia s'interseca con la strada pedonale Sarandí, la principale arteria della città vecchia, mentre quello orientale con l'avenida 18 de Julio, il viale più famoso di Montevideo.
Nella piazza si trovano alcuni dei più importanti monumenti della capitale uruguaiana, tra cui la Porta della Cittadella, il Teatro Solís, la Torre Ejecutiva, il Palazzo Estévez, il Palazzo Rinaldi ed il famoso Palazzo Salvo. Al centro di plaza Independencia si staglia il monumento equestre ed il mausoleo di José Gervasio Artigas, l'eroe nazionale uruguaiano.